# Edgardo Fogli
Edgardo Fogli (Comacchio, 23 maggio 1901 – Comacchio, 29 gennaio 1945) è stato un partigiano italiano, medaglia d'oro al valor militare alla memoria.

## Biografia
Figlio di un bottaio, tra il 1920 e il 1923 aveva prestato servizio nella Guardia di Finanza. Era poi entrato a far parte dell'organizzazione comunista clandestina del territorio ferrarese. Accusato di essere autore di scritte murali contro il fascismo, Fogli era stato arrestato e processato.
Nel 1927 il comunista comacchiese espatriò in Francia e si mise a disposizione del suo partito. Dopo tre anni trascorsi a Mosca, alla Scuola leninista, Fogli tornò a Parigi e di qui rientrò in Italia per organizzarvi la lotta clandestina contro la dittatura. Arrestato a Trieste nel dicembre del 1931, il giovane antifascista finisce davanti al Tribunale speciale. Condannato il 26 marzo 1932, Fogli resta in carcere soltanto sino al novembre dello stesso anno; beneficia, infatti, dell'«amnistia del decennale».
L'anno successivo nuovo arresto, nuovo deferimento al Tribunale speciale. Questa volta, però, il procedimento penale a carico di Fogli è sospeso per "ricovero in manicomio". Con l'8 settembre 1943 Edgardo Fogli torna, finalmente, in libertà. Diventa uno dei più attivi organizzatori, nelle Valli di Comacchio, delle formazioni partigiane che avrebbero poi costituito la 35ª Brigata Garibaldi.
Per mesi e mesi i patrioti guidati da Fogli attaccano i nazifascisti, mettono in crisi il sistema di traghetti per i rifornimenti del nemico. Fogli diventa il ricercato numero uno nel Ferrarese e, un giorno, i nazifascisti riescono a sorprenderlo in una casa. Interrogatorio, sevizie, torture per estorcergli qualche informazione. Ma Fogli non cede e sarà fucilato con altri suoi compagni.
Nella sala consiliare del comune di Comacchio è stato collocato un busto marmoreo in sua memoria, opera dell'artista Galileo Cavallari Murat.